# 大束川
大束川（だいそくがわ）は、香川県中部（中讃）を流れる河川。二級水系の本流である。

## 地理
讃岐山脈北麓の前山丘陵に源を発し、讃岐平野を象徴付ける溜池から流れを集めつつ北流し、讃岐富士こと飯野山の東麓をかすめ、宇多津町で瀬戸内海（宇多津港）に注ぐ。河口上空では、JR四国の予讃線・本四備讃線とその連絡線が離合し、高架線で三角形を形成している。
中流域で勾配が急変することや流路が狭いことから、降水不足においては流域が水不足に陥りやすい一方、台風の際には洪水に見舞われやすい。殊に平成16年の台風第23号では飯山町（当時）の約400戸が浸水した。このため中流域を中心に水利工事が進められている。洪水になっても、早々に水が引いてしまうことから流域では「小便(しょんべん)川」ともあだ名される。
大束川流域からひとつ東側を流れる綾川流域の滝宮付近では、大束川の上流部を奪った河川争奪の跡が見られる。

## 流域の自治体
香川県
丸亀市（旧綾歌郡綾歌町、飯山町）、坂出市、綾歌郡宇多津町

## 支流
- 東大束川
- 中大束川

## 並行する交通
- 国道438号
- 香川県道191号富熊宇多津線
- 瀬戸中央自動車道

1930年（昭和5年）から1944年（昭和19年）にかけて、琴平急行電鉄の鉄道線が並走していたことがある。

## 流域の観光地
- 飯野山（讃岐富士）